# Comté d'Offaly

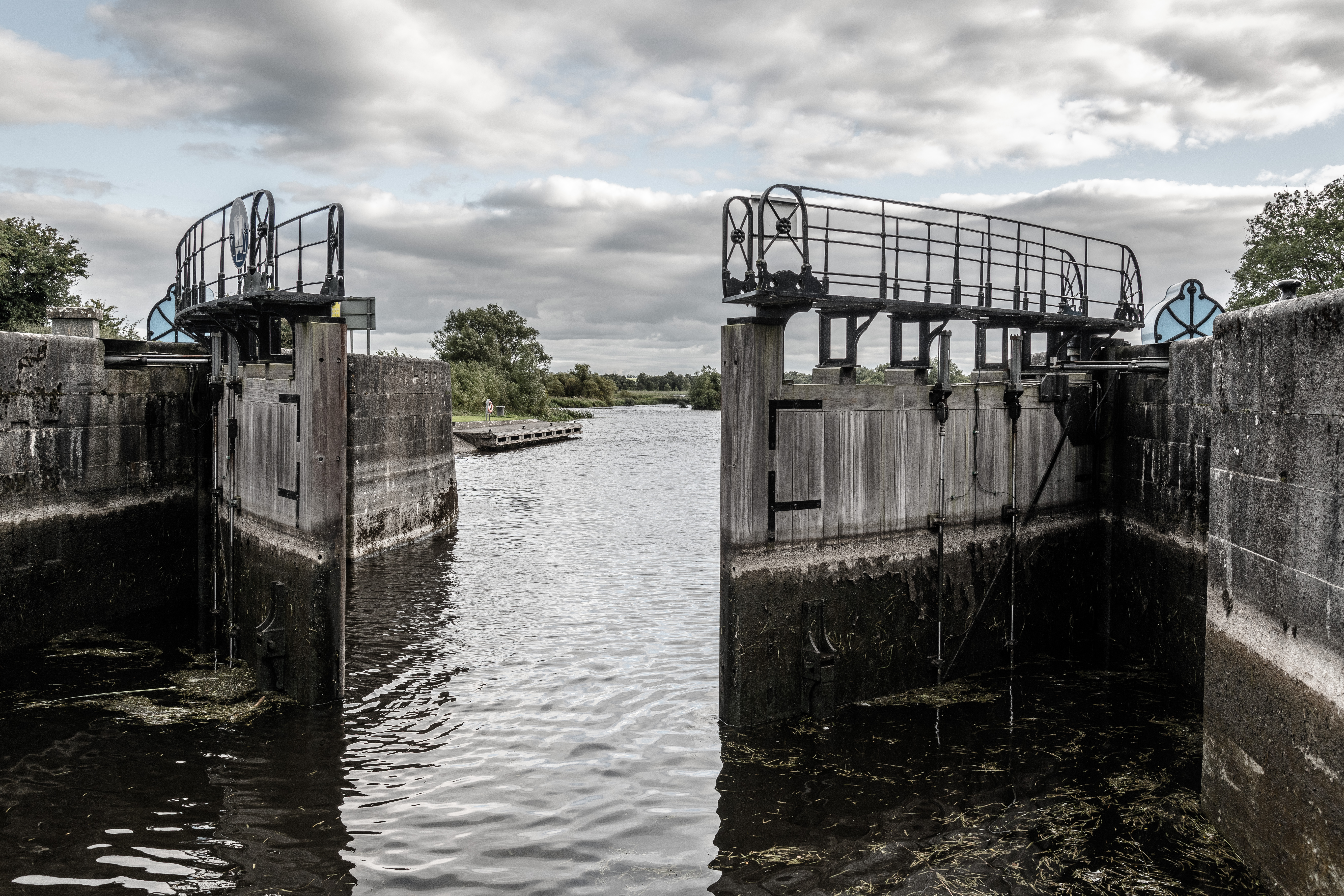
Une écluse dans le comté d'Offaly sur la rivière Shannon. Juillet 2020.

Le comté d’Offaly (en irlandais : Contae Uíbh Fhailí) est une circonscription administrative de la république d'Irlande situé au centre de l'île d'Irlande dans la province du Leinster et entourée des comtés suivants : Galway, Roscommon, Westmeath, Meath, Kildare, Laois et Tipperary.
Comme le Laois, le comté a été créé par la reine Marie Ire d’Angleterre sous le nom de King’s County en hommage au roi Philippe II d'Espagne. Après Daingean jusqu’au XVIIIe siècle, la capitale du comté est Tullamore.
Après la guerre d'indépendance irlandaise en 1920, le comté changea de nom et prit son nom actuel.
La partie sud du comté est occupée par les Montagnes de Slieve Bloom (Slieve Bloom Mountains). La partie nord-ouest est une grande plaine humide bordée par le Shannon. Le reste des terres consiste en de grandes tourbières (comme Bog of Allen et Boora bog) exploitées industriellement.  
Sa superficie est de 2 000 km2. En 2016, sa population est de 77 961 habitants.

## Comtés limitrophes
| Roscommon        | Westmeath      | Meath         |
| Galway Tipperary | comté d'Offaly | Kildare       |
| Tipperary        | Laois          | Kildare Laois |

## Les villes du comté
- Banagher, Birr
- Cadamstown, Clara, Clonmacnoise, Cloghan
- Daingean
- Edenderry
- Ferbane
- Kinnitty, Kilcormac
- Mountbolus
- Shannonbridge, Shannon Harbour
- Tullamore

## Personnalités
- Le peintre Charles Jervas, portraitiste britannique du XVIIIe siècle, est né dans le comté d'Offaly.
- Un arrière-grand-père de Barack Obama serait originaire du comté d'Offaly.
- Alex Dunne (2005-), pilote automobile